# Мінуфія (губернаторство)
Міну́фія (Ель-Мінуфія, араб. المنوفية‎) — губернаторство (мухафаза) в Арабській Республіці Єгипет. Адміністративний центр — місто Шибін-Ель-Ком.
Населення — 3 270 431 особа (2006).

## Найбільші міста
| №  | Місто           | Населення, осіб (2006) |
| -- | --------------- | ---------------------- |
| 1  | Шибін-ель-Кум   | 177 112                |
| 2  | Мінуф           | 89 262                 |
| 3  | Ашмун           | 83 931                 |
| 4  | Сірс-ель-Лайяна | 52 653                 |
| 5  | Тала            | 49 468                 |
| 6  | Еш-Шухада       | 49 447                 |
| 7  | Садат           | 48 666                 |
| 8  | Кувейсна        | 44 667                 |
| 9  | Ель-Багнур      | 41 072                 |
| 10 | Біркет-ес-Саб   | 33 873                 |